# Heinz-Gerd Mölders
Heinz-Gerd Mölders (* 8. Februar 1942 in Keppeln) ist ein ehemaliger deutscher Hindernisläufer.
Bei den Olympischen Spielen 1968 in Mexiko-Stadt schied er im Vorlauf aus.
Seine persönliche Bestzeit über 3000 m Hindernis von 8:37,2 min stellte er am 8. Juni 1968 in Wiesbaden auf.
Heinz-Gerd Mölders startete für Bayer Uerdingen.
Im Jahre 1985 gründete er den Laufverein LV Marathon Kleve e.V., dessen Mitglieder er bis heute trainiert und fördert.